# Meyer (famiglia)

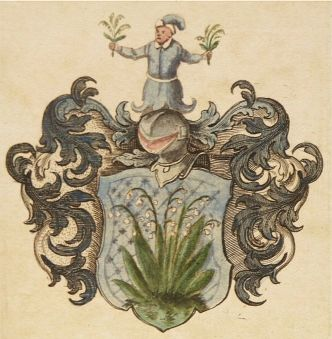
Stemma della famiglia Meyer

La famiglia Meyer è una famiglia originaria della cittadina di Sciaffusa in Svizzeramenzionata dalla metà del XVI secolo.
Oggi, la famiglia rimane in Svizzera, negli Stati Uniti e in Francia.

## Membri Celebri

### Responsabili delle costruzioni cittadine e architetti
- Bernhardin M. zum Winkel (1545-1598), responsabile delle costruzioni cittadine nel 1587.
- Hans Jakob (1574-1629) capo costruttore dell'arsenale nel 1617, oggi sede del governo, altri edifici come Roter Turm e forse anche Goldener Ochse.
- Johann Gottfried (1838-1864), architetto della città e del cantone di Sciaffusa.

### Politici
- Conrad (✝1554), borgomastro
- Johann Conrad (1544-1604), borgomastro
- Leonhard (1607-1682), personalità politica
- David (1714-1788), personalità politica

### Uomini di Chiesa
Leonhard (1627) ebbe per discendenti diversi uomini di Chiesa:
- Johann Martin (1662-1742), pastore del Convento di Allerheiligen (1724) e autore di numerosi libri teologici
- Johann Conrad (1713-1791), pastore
- Johann Wilhelm (1690-1767), antistes (Equivalente di un sacerdote nella chiesa riformata di Svizzera)
- Johann Conrad (1754-1819), pastore

### Farmacisti
Due altri figli di Leonhard fondarono farmacie che resteranno in mano alla famiglia per parecchi generazioni.
- Hans Martin (1633-1711)
- Hans Conrad (1640-1701)
- Leonhard (1670-1719)
- Christoph (1700-1763)

### Medici
- Johann Martin (1694-1779), figlio omonimo del pastore del convento, medico della città di Sciaffusa dal 1754 e medico personale del cardinale e principe vescovo di Costanza
- Franz Konrad von Rodt (1706-1775), cardinale e vescovo cattolico vissuto a Meersburg
- Johann Jakob (1665-1717), medico del graf di Assia, nobilitato nel 1706, fondò il ramo dei von Meyenburg.

## Fonte
- Meyer (SH), in Dizionario storico della Svizzera.

| Controllo di autorità | VIAF (EN) 142975500 |